# NYSE Composite index
NYSE Composite index (u doslovnom prijevodu na hrvatski: Mješoviti indeks njujorške burze) jedan je od 3 glavna indeksa na njujorškoj burzi vrijednosnih papira NYSE i jedan od 7 glavnih indeksa na burzama vrijednosnih papira u SAD-u. Osim dionica tvrtki koje kotiraju na burzi obuhvaća i američke depozitarne račune te vrijednosnice koje izdaju fondovi nekretnina. Indeks čini oko 2.000 kompanija, od toga više od 1.600 iz SAD-a i više od 350 iz drugih zemalja. Strane kompanije koje su dio indeksa imaju vrlo veliku tržišnu vrijednost, tako da se od sto najvrijednijih kompanija 55 nalazi izvan granica SAD-a.

## Povijest
Indeks je uvden 31. prosinca 1965. godine, a originalna vrijednost iznosila je 50 bodova. U siječnju 2003. godine ponovno je uveden, s početnom vrijednošću od 5.000 bodova. Vrijednost mu je kroz povijest znatno varirala, a u pojedinim razdobljima, kao primjerice u listopadu 2007. godine, znala je iznositi i preko 10.000 bodova.

## Održavanje
Indeks se kontinuirano izračunava, a novi podaci objavljuju se svakih pola sata. Promjene su izražene u protuvrijednosti u američkim dolarima.